# نيل بانفيلد
نيل بانفيلد (بالإنجليزية: Neil Banfield)‏ هو مدرب كرة قدم ولاعب كرة قدم بريطاني، ولد في 20 يناير 1962 في بوبلار ‏ في المملكة المتحدة. لعب مع أديلايد سيتي وكريستال بالاس ونادي ليتون أورينت.

## وصلات خارجية
- نيل بانفيلد على موقع قاعدة بيانات كرة القدم.إي يو (الإنجليزية)